# Robert Sitarek
Robert Sitarek (ur. 15 listopada 1966 w Warszawie) – polski duchowny i teolog luterański, były radca Konsystorza Kościoła Ewangelicko-Augsburskiego w RP.

## Życiorys
W latach 1986–1991 studiował teologię na Chrześcijańskiej Akademii Teologicznej w Warszawie. 27 listopada 1994 został ordynowany przez bp Jana Szarka w parafii Wniebowstąpienia Pańskiego w Warszawie. Był wikariuszem parafii w Kłodzku, a następnie objął obowiązki proboszcza-administratora tejże parafii. Od 1999 jest także dyrektorem Ewangelickiego Centrum Diakonii i Edukacji we Wrocławiu. W 2011 został wybrany w skład Konsystorza Kościoła Ewangelicko-Augsburskiego w RP, a w 2012 do Synodu Kościoła.
W listopadzie 2024 roku konferencja duchownych wytypowała go jako jeden z kandydatów na urząd biskupa diecezji wrocławskiej. 22 marca 2025 roku we Wrocławiu na 7. sesja VII Synodu Diecezjalnego Diecezji Wrocławskiej w pierwszej turze głosowania uzyskał 20 głosów, ks. Marcin Orawski uzyskał 17 głosów, a ks. Sławomir Sikora uzyskał 11 głosów. W drugiej turze ks. Marcin Orawski zdobył 26 głosów, a ks. Robert Sitarek 19 głosów, tym samym nie uzyskując wyboru.

## Odznaczenia
- Odznaka honorowa „Za Zasługi dla Ochrony Praw Człowieka” (2017)[3]